# Kongói nektármadár
A kongói nektármadár (Cinnyris congensis) a madarak osztályának verébalakúak (Passeriformes) rendjébe, ezen belül a nektármadárfélék (Nectariniidae) családjába tartozó faj.

## Rendszerezése
A fajt Eduard Daniel van Oort holland ornitológus írta le 1910-ben, a Nectarinia nembe Nectarinia congensis néven. Egyes szervezetek a Chalcomitra nembe sorolják Chalcomitra congensis néven.

## Előfordulása
A Kongói Demokratikus Köztársaság és a Kongói Köztársaság területén honos. Természetes élőhelyei a  szubtrópusi és trópusi síkvidéki esőerdők, folyók és patakok környékén. Állandó, nem vonuló faj.

## Megjelenése
Testhossza 11-19 centiméter.

## Természetvédelmi helyzete
Az elterjedési területe nagyon nagy, egyedszáma ugyan csökken, de még nem éri el a kritikus szintet. A Természetvédelmi Világszövetség Vörös listáján nem  fenyegetett fajként szerepel.